# Метлицкая, Ирина Юрьевна
Ири́на Ю́рьевна Метли́цкая (5 октября 1961, Северодвинск — 5 июня 1997, Москва) — советская и российская актриса театра и кино.

## Биография
Ирина Метлицкая родилась 5 октября 1961 года в Северодвинске Архангельской области. Училась в физико-математической спецшколе в Минске. Кинорежиссёр Игорь Добролюбов заглянул в эту школу в поисках девушки на главную роль и пригласил её на съёмки фильма «Расписание на послезавтра», где она сыграла роль Кати Шумейко. Эта роль перевернула жизнь Ирины. И хотя, окончив школу, она поступила на физический факультет Белорусского государственного университета, но, проучившись всего год, она уехала в Москву, где поступила в Щукинское училище.
Окончила Театральное училище имени Б. В. Щукина (курс А. Г. Бурова) в 1984 году. Ещё на четвёртом курсе начала играть в театре «Современник» и по окончании училища была принята в его труппу.
В 1991—1993 годах работала в театре Романа Виктюка. Ирина Метлицкая принимала участие в спектаклях Театра Луны (в частности, играла Феодору в спектакле «Византия»).
Ирина Метлицкая скончалась не дожив 4 месяцев до своего 36-летия в Москве от острой лейкемии 5 июня 1997 года. Похоронена на Троекуровском кладбище в Москве (10 уч.).

### Семья
Муж — актёр и режиссёр Сергей Газаров, познакомились в театре «Современник», в браке прожили 14 лет. В браке родились два сына: Никита и Пётр.

## Творчество

### Роли в театре

#### «Современник»
- «Крутой маршрут» Евгении Гинзбург — Каролла
- «Звёзды на утреннем небе» А. Галина — Клара

#### Театр Романа Виктюка
- «Мадам Баттерфляй»
- «Лолита» по роману Владимира Набокова — Лолита
- «Мелкий бес» — Людмила

#### Театр Луны
- «Византия» — Феодора

### Роли в кино
- 1978 — Расписание на послезавтра — Катя Шумейко
- 1985 — Личное дело судьи Ивановой — Вера Николаевна, учительница литературы
- 1986 — Не забудьте выключить телевизор — Томка
- 1986 — Мы веселы, счастливы, талантливы! — официантка
- 1986 — Выкуп — Мари
- 1987 — Оглашению не подлежит — Вера
- 1988 — Радости земные — Алла Филимонова
- 1988 — Куколка — Елена Михайловна, классный руководитель
- 1990 — Палач — Ольга Юрьевна Привалова
- 1992 — Танцующие призраки — Наталья Сергеевна
- 1992 — Мелодрама с покушением на убийство — Тамара Малышева
- 1992 — Катька и Шиз — Светлана Петровна
- 1993 — Макаров — Марго
- 1993 — Баттерфляй
- 1993 — Шейлок — Порция
- 1993 — Сотворение Адама — Нина
- 1993 — Раскол — Землячка
- 1994 — Я люблю — Марго
- 1994 — Роман в русском стиле  — Анна (озвучила Анна Каменкова)
- 1994 — Мсье Робина — прабабушка
- 1994 — Любовь, предвестие печали… — Мария
- 1995 — Экзерсис № 5 (короткометражная новелла киноальманаха «Прибытие поезда») — актриса Вера
- 1995 — Чёрная вуаль — Верховская